# Chronologie de Bakou
Cet article est une présentation chronologique, par date, d'évènements historiques de la ville de Bakou, capitale de l'Azerbaïdjan.

## Avant leXXesiècle
- XIIe siècle - Construction de la Tour de la Vierge (Bakou).
- 1169 - Construction de la mosquée Lezghien.
- 1378 - Construction de la mosquée Djuma[1].
- 1442 - Construction de la mosquée palatiale du palais des Chirvanchahs.
- 1509 - Persans au pouvoir[2].
- 1578 - Les Ottomans au pouvoir[3].
- 1603 - Les Persans au pouvoir à nouveau[4].
- 1723 - Ville prise par les Russes
- 1732 - Raffinerie de pétrole en opération[5].
- 1735 - Les Persans au pouvoir à nouveau[2].
- 1747 – Khanat de Bakou est établi.
- 1806 - Ville prise par les forces russes.
- 1813 - La ville devient une partie de la Russie en vertu du Traité de Golestan[6].
- 1817 - Épidémie de choléra.
- 1823 - L'usine de paraffine commence à fonctionner.
- 1832 - La première école russe laïque ouvre.
- 1846 - Bakou devient une partie de la province de Şamaxı.
- 1859
  - Les raffineries de pétrole commencent à fonctionner dans les banlieues de la ville.
  - La ville devient la capitale du nouveau gouvernement de Bakou.
- 1860 - Population : 13 381
- 1868
  - Le télégraphe Tbilissi-Bakou commence à fonctionner.
  - Place des fontaines construite.
- 1875 - Ekintchi[Quoi ?] commence la publication.
- 1878 - Iosif Dzahkerli devient maire.
- 1883 - Chemin de fer Batoumi-Bakou construit.
- 1884
  - La gare de Bakou est construite.
  - Création du conseil du Congrès des extracteurs d'huile.
- 1886 - Population : 45 679.
- 1887 - Église arménienne Saint-Grégoire l'Illuminateur construite
- 1897 - Population : 112 253.
- 1900 - Population : 179 133 personnes.

## XXesiècle
- 1901 - Synagogue construite.
- 1902 - Ouverture du port de commerce maritime international de Bakou.
- 1903 - juillet: grève des travailleurs.
- 1904
  - Organisation des travailleurs de Balakhany et de Bibi-Heybat.
  - Hôtel de ville construit.
- 1905
  - Massacre arménien-tatare[2].
  - Le journal Irchad commence sa publication.
- 1907 - Construction d'un Oléoduc de Bakou à Batoumi[7].
- 1909 - Construction du boulevard de Bakou.
- 1910 - Cinéma de phénomène construit.
- 1912 - Hall philharmonique construit.
- 1913
  - Palais d’Ismailiyya construit.
  - Population : 237 000
- 1914 - Construction de la mosquée Taza Pir.
- 1917 - Le parti communiste iranien Edalat est fondé à Bakou.
- 1918
  - Mars, conflit interethnique.
  - Septembre, massacre des Arméniens.
  - Bakou devient la capitale de la République démocratique d'Azerbaïdjan.
- 1919 - Université d'État de Bakou fondée.
- 1920
  - 28 avril : la XIe armée (Union soviétique) prend la ville.
  - Bakou devient la capitale de la République socialiste soviétique d'Azerbaïdjan[3].
  - Création de l'Orchestre symphonique d'Azerbaïdjan et de l'Institut polytechnique de Bakou.
  - Théâtre académique d'opéra et de ballet d'Azerbaïdjan actif.
  - Le raion de Kirov est créé.
- 1922
  - 7 novembre : Symphonie des sirènes d'Avraamov jouée.
  - Le théâtre dramatique d'État s'ouvre.
- 1923
  - La Bibliothèque nationale d'Azerbaïdjan ouvre ses portes à Torgovaya.
  - Création de l'école technique de théâtre de Bakou.
- 1925 - Ouverture du théâtre des ouvriers et paysans de Bakou.
- 1928 - Fondation du théâtre des jeunes spectateurs.
- 1931 - Le théâtre de marionnettes de Bakou est établi.
- 1939 - Population : 809 347.
- 1940 - Fondation du musée de l'éducation de Bakou.
- 1941 - Raion de Narimanov créé.
- 1945 - Institut d'État des Arts d'Azerbaïdjan en activité.
- 1949 - Sumgayit se développe près de la ville.
- 1951 – Stade de Stalin s'ouvre.
- 1952 - Maison du gouvernement construite.
- 1965 - Population : 737 000 habitants ; 1 137 000 agglomérations urbaines.
- 1967
  - Le métro de Bakou commence à fonctionner.
  - Musée national du tapis établi.
- 1979 - Population : 1 046 000.
- 1985 - Population : 1 693 000 (estimation).
- 1989
  - Le journal Azadlig commence sa publication.
  - La Madrassa islamique de Bakou est établie.
- 1990 - Sanan Alizade devient maire.
- 1991 - La ville devient la capitale de la République d'Azerbaïdjan.
- 1993 - Rafael Allahverdiyev devient maire.
- 1994
  - Attentats à la bombe dans le métro de Bakou.
  - Création du théâtre d'État de la Pantomime d'Azerbaïdjan.
- 1995 - Octobre : Incendie du métro de Bakou.
- 2000 - 25 novembre : séisme à Bakou.

## XXIesiècle
- 2001 - Hadjibala Abutalibov devient maire.
- 2005 - Création du Centre pour le développement économique et social.
- 2006
  - Oléoduc Bakou-Tbilissi-Ceyhan en exploitation.
  - Administration maritime d'État (Azerbaïdjan) dont le siège est situé dans la ville.
- 2008, décembre - Ouverture du Centre international du mugham.
- 2009 - Début du festival international de musique Üzeyir Hacıbəyov.
- 2010
  - La place du drapeau national s'ouvre à Bayil[8].
  - La construction de la tour SOCAR commence.
- 2012
  - Baku Crystal Hall construit.
  - Le Centre culturel Heydar-Aliyev s'ouvre.
  - Mai : Concours Eurovision de la chanson 2012
  - Population : 2 122 300.
- 2013 - Les tours de flammes s'ouvrent.
- 2014 - Ouverture du lycée français de Bakou. Ilham Aliyev et son épouse ont participé à la cérémonie d'ouverture[9].
- 2015
  - Mars : ouverture du stade olympique de Bakou.
  - Juin : Jeux européens de 2015 tenus en ville.